# Arcidiocesi di Huancayo
L'arcidiocesi di Huancayo (in latino Archidioecesis Huancayensis) è una sede metropolitana della Chiesa cattolica in Perù. Nel 2021 contava 540.307 battezzati su 840.371 abitanti. È retta dall'arcivescovo Luis Alberto Huamán Camayo, O.M.I.

## Territorio
L'arcidiocesi comprende 5 province nella regione peruviana di Junín: Huancayo, Concepción, Chupaca, Jauja e Yauli.
Sede arcivescovile è la città di Huancayo, dove si trova la cattedrale della Santissima Trinità.
Il territorio si estende su 15.145 km² ed è suddiviso in 46 parrocchie, raggruppate in 5 vicarie, corrispondenti alle 5 province peruviane.

### Provincia ecclesiastica
La provincia ecclesiastica di Huancayo, istituita nel 1966, comprende le seguenti suffraganee:
- diocesi di Huánuco,
- diocesi di Tarma.

## Storia
La diocesi di Huancayo fu eretta il 18 dicembre 1944 con la bolla Supremum Apostolatus di papa Pio XII, ricavandone il territorio dalla diocesi di Huánuco. Originariamente era suffraganea dell'arcidiocesi di Lima.
Il 15 maggio 1958 cedette una porzione del suo territorio a vantaggio dell'erezione della prelatura territoriale di Tarma (oggi diocesi).
Il 30 giugno 1966 è stata elevata al rango di arcidiocesi metropolitana con la bolla Quam sit christifidelibus di papa Paolo VI.

## Cronotassi dei vescovi e arcivescovi
Si omettono i periodi di sede vacante non superiori ai 2 anni o non storicamente accertati.
- Leonardo José Rodriguez Ballón, O.F.M. † (6 luglio 1945 - 13 giugno 1946 nominato arcivescovo di Arequipa)
- Daniel Figueroa Villón † (22 settembre 1946 - 17 dicembre 1956 nominato vescovo di Chiclayo)
- Mariano Jacinto Valdivia y Ortiz † (17 dicembre 1956 - 10 febbraio 1971 ritirato)
- Eduardo Picher Peña † (31 maggio 1971 - 14 giugno 1984 nominato ordinario militare in Perù[1])
- Emilio Vallebuona Merea, S.D.B. † (30 agosto 1985 - 28 novembre 1991 deceduto)
  - Sede vacante (1991-1995)
- José Paulino Ríos Reynoso (2 dicembre 1995 - 29 novembre 2003 nominato arcivescovo di Arequipa)
- Pedro Ricardo Barreto Jimeno, S.I. (17 luglio 2004 - 12 febbraio 2024 ritirato)
- Luis Alberto Huamán Camayo, O.M.I., dal 12 febbraio 2024

## Statistiche
L'arcidiocesi nel 2021 su una popolazione di 840.371 persone contava 540.307 battezzati, corrispondenti al 64,3% del totale.
| anno | popolazione | popolazione | popolazione | presbiteri | presbiteri | presbiteri | presbiteri                | diaconi | religiosi | religiosi | parrocchie |
| anno | battezzati  | totale      | %           | numero     | secolari   | regolari   | battezzati per presbitero | diaconi | uomini    | donne     | parrocchie |
| ---- | ----------- | ----------- | ----------- | ---------- | ---------- | ---------- | ------------------------- | ------- | --------- | --------- | ---------- |
| 1950 | 380.000     | 380.000     | 100,0       | 73         | 32         | 41         | 5.205                     |         | 50        | 53        | 30         |
| 1965 | 370.000     | 400.000     | 92,5        | 78         | 42         | 36         | 4.743                     |         | 44        | 40        | 46         |
| 1970 | 370.000     | 390.000     | 94,9        | 48         | 14         | 34         | 7.708                     |         | 43        | 65        | 34         |
| 1976 | 755.652     | 785.652     | 96,2        | 56         | 31         | 25         | 13.493                    | 1       | 32        | 64        | 34         |
| 1980 | 460.000     | 630.000     | 73,0        | 54         | 28         | 26         | 8.518                     |         | 33        | 61        | 34         |
| 1990 | 724.000     | 799.000     | 90,6        | 59         | 31         | 28         | 12.271                    |         | 36        | 43        | 37         |
| 1999 | 745.027     | 827.808     | 90,0        | 53         | 31         | 22         | 14.057                    | 1       | 29        | 72        | 44         |
| 2000 | 764.894     | 869.198     | 88,0        | 59         | 35         | 24         | 12.964                    | 1       | 47        | 76        | 44         |
| 2001 | 998.350     | 1.092.993   | 91,3        | 72         | 46         | 26         | 13.865                    | 1       | 47        | 72        | 44         |
| 2002 | 684.493     | 911.744     | 75,1        | 67         | 39         | 28         | 10.216                    |         | 36        | 73        | 44         |
| 2003 | 720.224     | 783.107     | 92,0        | 63         | 41         | 22         | 11.432                    |         | 35        | 73        | 44         |
| 2004 | 728.867     | 792.505     | 92,0        | 67         | 43         | 24         | 10.878                    |         | 29        | 74        | 46         |
| 2006 | 748.000     | 807.000     | 92,7        | 62         | 40         | 22         | 12.064                    |         | 29        | 80        | 44         |
| 2013 | 812.000     | 874.000     | 92,9        | 77         | 43         | 34         | 10.545                    |         | 49        | 122       | 44         |
| 2016 | 839.000     | 903.000     | 92,9        | 70         | 39         | 31         | 11.985                    |         | 36        | 108       | 44         |
| 2019 | 530.869     | 742.830     | 71,5        | 65         | 42         | 23         | 8.167                     |         | 25        | 95        | 45         |
| 2021 | 540.307     | 840.371     | 64,3        | 60         | 44         | 16         | 9.005                     |         | 20        | 93        | 46         |